# Eslovênia nos Jogos Olímpicos de Inverno de 2002
A Eslovênia participou dos Jogos Olímpicos de Inverno de 2002 em Salt Lake City, nos Estados Unidos. O país estreou nos Jogos em 1992 e em Salt Lake City fez sua 4ª apresentação.

## Medalhas
| Atleta                                                | Esporte        | Evento                     | Medalha |
| ----------------------------------------------------- | -------------- | -------------------------- | ------- |
| Damjan Fras Primož Peterka Robert Kranjec Peter Žonta | Salto de esqui | K120 por equipes masculino | Bronze  |